# I Can Has Cheezburger?

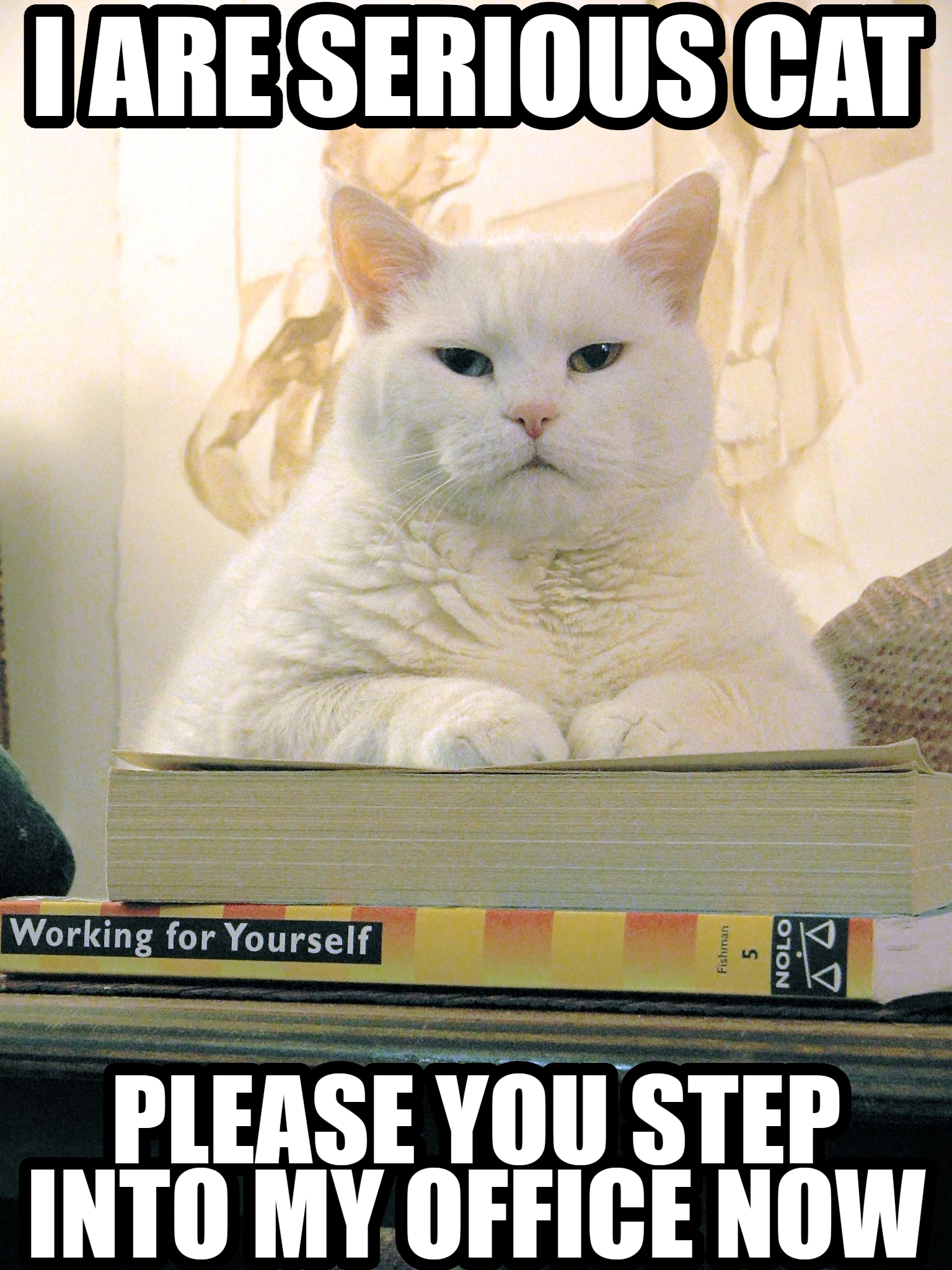
Exempel på en lolcat, postad på ICHC.

I Can Has Cheezburger? eller ICHC är en amerikansk communitysida, som startades av Eric Nakagawa och Kari Unebasami 2007. Hemsidans namn är ett registrerat varumärke av Pet Holdings, Inc. Sidan publicerar bilder på så kallade lolcats och var som mest populär år 2010 med 375 miljoner sidvisningar i månaden.
Den första publiceringen på webbplatsen var en bild på en katt av rasen brittisk korthår med texten ”I CAN HAZ CHEEZBURGER?”. Katten i fråga var tidigare känd på humorsidan Something Awful som "Happy cat". Även om varken katten eller fenomenet med att skriva roliga bildtexter till kattbilder var nytt så blev publiceringen och I Can Has Cheezeburger? startskottet för LOL-kattens genomslag utanför smalare internetforum.
År 2008 publicerades en bok med de mest populära skrattkatterna, "I Can Has Cheezburger?: A LOLcat Colleckshun". Sidan uppdateras varje dag med ett dussin nya skrattkatter. Webbplatsen har över 35 olika teman, bland annat LOL celeb, som driver med kändisar och It made my day - Little moments of win. Sidan var som mest populär runt år 2010 och har sedan utvecklats till ett stort nätverk bestående av många undersidor med teman som roliga hundar och misslyckade tatueringar.

## Fotnoter
1. 1 2 3 4  ”I can has cheezburger spred LOL-katten till massorna”. Internetmuseum. https://www.internetmuseum.se/tidslinjen/i-can-has-cheezburger-spred-lol-katten-till-massorna/. Läst 17 april 2018.
2. ↑  Amazon info
3. ↑  cheezburger.com Arkiverad 11 februari 2010 hämtat från the Wayback Machine.